# TETR.IO
《TETR.IO》是一款由osk製作的俄羅斯方塊系列免費線上多人電子遊戲。其結合俄羅斯方塊的經典玩法、現代美術風格以及線上多人連線技術，並以名為「TETRA LEAGUE」的配對排名系統為特色，來自世界各地的玩家能夠依實力配對並進行即時對戰。TETR.IO擁有超過900萬名玩家，同時在線人數可達5000人，為俄羅斯方塊系列中相當有代表性及影響力的作品。

## 玩法
TETR.IO採用俄羅斯方塊的經典玩法，使用同樣的7個方塊：「S、Z、J、L、O、I、T」以及同樣的10*20遊戲板空間。然而，因應線上多人的玩法，TETR.IO另有「攻擊」機制，玩家能夠透過消除方塊行線在對手的板面下方堆上方塊行線，而對手也能將這些方塊行線消除以用於新的攻撃。
TETR.IO具有多種多人及單人遊戲模式，主要分為「QUICK PLAY」「TETRA LEAGUE」和「CUSTOM GAME」三種
「TETRA LEAGUE」為遊戲中的多人一對一模式，來自世界各地的玩家能夠配對到實力相當的對手，並能夠透過在遊戲中獲勝取得積分並提升排名。在TETRA LEAGUE中，排名分為X+、X、U、SS、S、A、B、C及D，其中S又分為S+、S、S-三個等級，A~C亦同，D則有D+及D，D為遊戲中最低的排名。
「QUICK PLAY」為遊戲中的爬塔模式，在這裡玩家比的是爬升高度，玩家需要透過消除來提供能量讓推進器把自己推高，並在眾多玩家的攻擊中生存下來。根據玩家所攀爬的高度又可分為 Hall of Beginnings、The Hotel、The Casino 等......共10層階段，經過每一個階段時除了有不同的音樂和場景可供體驗，根據通過的層數也可以解鎖相對應的塔羅牌，此外在遊玩時如果選擇了塔羅牌，在遊玩時就會有不同的遊玩限制(像是垃圾行會出現的更亂等)，玩家可以根據需要選擇自己想要挑戰的塔羅牌來達成成就。

「CUSTOM GAME」也提供有創建帳號的玩家創建遊戲房間並自訂各種規則的權限，而不登入帳號的玩家也可以自行選擇想要遊玩的房間。
TETR.IO也有各式種類的單人模式，如指定行數、指定時間等挑戰模式，亦有無盡及自訂等供玩家練習的模式。
TETR.IO具有名為「TETRA CHANNEL」的社交系統，玩家登入後，能夠在該系統上查看在線人數、排行榜及其他玩家的排名或遊戲紀錄等資訊。玩家能夠追蹤其他玩家，亦能在遊戲中使用文字聊天系統進行交流。

## 開發與發行
TETR.IO的開發開始於2019年2月19日的INDEV階段，此階段為封閉測試，對象僅限開發者osk及其友人。2020年1月30日，遊戲進入INFDEV階段，僅依收到的請求開放部分存取權，測試玩家需向開發者聯絡以得到測試此版本遊戲的資格。不久後，於2020年3月22日，Alpha公開測試階段正式開始，TETR.IO網頁版發布，自此開始所有玩家皆能免費創建及登入自己的遊戲帳號並遊玩TETR.IO。
2020年5月22日，TETR.IO桌面版發布，玩家可以將遊戲軟體下載至個人電腦上遊玩，並可能獲得更佳的遊戲效能。

## 反響與爭議
TETR.IO正式發行後，其設計風格及多人遊戲機制很快受到許多玩家的認可與喜愛，這也反應在其玩家人數的快速提升上。然而，有些玩家提出質疑，認為其可能侵犯了俄羅斯方塊原作的版權。對此，TETR.IO的開發者osk表示，版權並不保護概念或系統，且俄羅斯方塊的玩法目前並不受專利保護，因此他認為TETR.IO並不違反相關的法律；osk也強調，他尊敬俄羅斯方塊公司的成就及貢獻並感謝其發明俄羅斯方塊，也承認TETR.IO在各方面確實容易使人有疑慮，但他開發TETR.IO的目的是達成俄羅斯方塊玩家社群的凝聚並提升俄羅斯方塊系列作品在電子遊戲界的地位。

## 外部連結
- 官方網站：https://tetr.io/ （页面存档备份，存于）
- 開發者網站：https://osk.sh/ （页面存档备份，存于）